# بيتر هوتون (لاعب كرة قدم)
بيتر هوتون (بالإنجليزية: Peter Hutton) هو لاعب كرة قدم بريطاني، ولد في 2 مارس 1973 في ديري في أيرلندا الشمالية. شارك مع منتخب أيرلندا الشمالية تحت 17 سنة لكرة القدم. أما مع النوادي، فقد لعب مع بورتاداون وديري سيتي ونادي شيلبورن ونادي كليفتونفيل.

## وصلات خارجية
- بيتر هوتون على موقع قاعدة بيانات كرة القدم.إي يو (الإنجليزية)

Error: Invalid line "[[ويلي روس|Ross]] [[:en:Willie Ross (football manager)|<sup class=reference title="Willie Ross (football manager)">[الإنجليزية]</sup>]][[تصنيف:صفحات بها وصلات إنترويكي]]" at قالب:مدربو ديري سيتي